# Medizin im Nationalsozialismus
Die Medizin im Nationalsozialismus war geprägt durch das Bemühen der nationalsozialistischen Politik, das Gesundheitswesen für ihre Ziele nutzbar zu machen. Wesentliche Merkmale waren die Etablierung der sozialdarwinistisch orientierten NS-Rassenhygiene als neuer Leitideologie, eine ausgeprägte Leistungsmedizin und die „Gesundheitsführung“. 45 Prozent der 52.000 Mediziner wurden NSDAP-Mitglieder. Diese Konzepte fanden ihre zugespitzte Umsetzung in hunderttausendfach durchgeführten Zwangssterilisationen, skrupellosen Menschenversuchen mit tausenden Todesopfern und euphemistisch als Euthanasie bezeichneten zehntausenden Morden an Kranken und Behinderten. Konzepte zu einer „Neuen Deutschen Heilkunde“, die unter anderem Naturheilkunde und Schulmedizin vereinbaren sollte, kamen über Ansätze nicht hinaus. Etwa 8000 der Mediziner von 1933 wurden als Juden verfolgt und sehr oft durch einen Nachfolger ersetzt. Circa 3000 niedergelassene jüdische Ärzte mussten bereits 1933 ihre Praxen schließen. Viele der Verfolgten emigrierten. Lediglich fünf Prozent von ihnen kehrten nach dem Zweiten Weltkrieg nach Deutschland oder Österreich zurück. Eine große Anzahl derjenigen, denen die Flucht nicht gelang, wurde im Holocaust ermordet.

## Ausschaltung von unerwünschtem medizinischem Personal
Das am 7. April 1933 erlassene Gesetz zur Wiederherstellung des Berufsbeamtentums bildete die Grundlage für die unmittelbar darauf beginnende Entlassung von jüdischen und politisch missliebigen Beamten und Angestellten. Davon betroffen waren Professoren, Ärzte und medizinisches Personal z. B. an Hochschulen, in Gesundheitsämtern und staatlichen Krankenhäusern. Die Verordnung über die Zulassung von Ärzten zur Tätigkeit bei den Krankenkassen vom 22. April 1933 entzog „nicht arischen“ Ärzten und solchen, die sich „im kommunistischen Sinne betätigt“ hatten, die kassenärztliche Zulassung. Jüdischen Ärzten wurde zudem verboten, Ehrenämter in Aufsichtsgremien, in Ausschüssen oder als Berater und Gutachter wahrzunehmen. Die Bildung von Praxisgemeinschaften oder -vertretungen zwischen „arischen“ und „nicht-arischen“ Ärzten wurde auch verboten, ebenso wie Überweisungen an „nicht-arische“ Ärzte.
Mit den „Nürnberger Rassegesetzen“ von 1935 wurde eine Zweiklassengesellschaft im NS-Staat gesetzlich verankert. Mit der Schaffung der Reichsärztekammer am 13. Dezember 1935 wurde die Bezeichnung „Approbation“ in der Reichsärzteordnung durch den Begriff „Bestallung“ ersetzt. Dieser von den Nationalsozialisten eingeführte Begriff galt bis zum Inkrafttreten der Bundesärzteordnung am 1. Januar 1970, in welcher der ursprüngliche Begriff Approbationsordnung wieder verwendet wurde. 1938 wurde mit der Vierten Verordnung zum Reichsbürgergesetz den jüdischen Ärzten die Approbation entzogen. Gleichzeitig widerriefen die Universitäten die Promotionen. „Die gesamte Gesundheitspflege von Juden gereinigt“ – das titelte 1939 eine Zeitung in Berlin unter Bezugnahme auf NS-Reichsärzteführer Gerhard Wagner (1888–1939), der in einer Parteitagsrede verkündet hatte: „Der ärztliche Beruf und die medizinische Wissenschaft sind endgültig vom jüdischen Geist befreit worden.“ Das Berufsverbot bedeutete das Ende der beruflichen Existenz jüdischer Heilberufler. Nur noch einige wenige jüdische „Krankenbehandler“ durften mit einer widerruflichen Sondergenehmigung ausschließlich jüdische Patienten behandeln, ohne dabei die Bezeichnung „Arzt“ führen zu dürfen.

## „Neue Deutsche Heilkunde“
Schon seit etwa den 1920er Jahren gab es in Deutschland Stimmen, die der Schulmedizin einen zu engen Blickwinkel vorwarfen und den naturwissenschaftlichen Charakter der Medizin als Einengung medizinischer Behandlungsmethoden charakterisierten.
Diese offen geführte und sogar als „Krise der Medizin“ bezeichnete Debatte griffen die Nationalsozialisten auf. Der „Reichsärzteführer“ Gerhard Wagner veröffentlichte 1933 im Deutschen Ärzteblatt einen Artikel An alle Ärzte Deutschlands, die sich mit biologischen Heilverfahren befassen, in dem er deutlich zum Ausdruck brachte, dass Behandlungserfolge auch mit nicht schulmedizinischen Behandlungsmethoden zu erzielen seien. Die naturheilkundlich orientierten Ärzte aller Richtungen sollten sich zusammengefasst organisieren. Naturheilkundliche Methoden, die sich als wirksam erwiesen hätten, sollten mit der Schulmedizin verschmelzen.
Zu diesem Zweck wurde im Jahr 1935 die „Arbeitsgemeinschaft für eine Neue Deutsche Heilkunde“ gegründet. Es folgte eine Welle von Publikationen zum Thema naturheilkundliche Heilverfahren und eine ebensolche Welle schulmedizinischer Gegenpublikationen. Die geplante Verschmelzung naturheilkundlicher und schulmedizinischer Ansätze fand nicht statt, 1937 wurde die Arbeitsgemeinschaft wieder aufgelöst.
Die Idee der Naturheilkunde, die einen eher ganzheitlichen Zugang zur Medizin propagierte, erschien nahezu ideal, um sich im nationalsozialistischen Sinne weiterentwickeln zu lassen. Oberstes Ziel medizinischer Bemühungen sollte nicht mehr die Behandlung einzelner Patienten sein. Die nationalsozialistische Medizin war zur Gesunderhaltung des „deutschen Volkskörpers“ bestimmt. Über den Umweg der „Neuen Deutschen Heilkunde“ wurde die nationalsozialistische Rassenhygiene in der Medizin begründet. Das Grundrecht auf körperliche Unversehrtheit konnte aufgrund der veränderten Zielgruppe ärztlichen Handelns und der damit verbundenen Umdeutung ärztlicher Ethik (auch von einer Individualethik zu einer Gemeinschaftsethik) aufgehoben werden.

## Konzept der Gesundheitsführung
Das nationalsozialistische Konzept zur „Gesundheitsführung“ wurde vom stellvertretenden Reichsärzteführer Friedrich Bartels im Jahr 1936 ausformuliert. Es enthält für jeden Einzelnen gewissermaßen eine Verpflichtung zur Gesundheit, um die „aufgrund seines Erb- und Rassegutes überhaupt erreichbaren Leistungsfähigkeit und Gesundheit des deutschen Volkes“ zu sichern. Vor dem Hintergrund der Kriegsvorbereitungen und der dazu benötigten Arbeitskräfte war es für Bartels nicht hinnehmbar, dass Arbeiter bereits vor Erreichen des Rentenalters deutlich in ihrer Leistungsfähigkeit nachließen.
Für die Medizin bedeutete dies eine deutliche Hinwendung zum Präventionsgedanken und eine erhebliche Stärkung der Arbeitsmedizin. Beide Aspekte gelten bis heute. Für die Nationalsozialisten bedeutete das Konzept jedoch eine weitere Abkehr vom Prinzip der Individualmedizin und einen weiteren Verlust der Bedeutung des Individuums. Entscheidendes Kriterium für die erfolgreiche Behandlung war lediglich die Bedeutung der Arbeitskraft, die es zu erhalten galt – auch zum längerfristigen gesundheitlichen Nachteil des Einzelnen.
Im Bereich der gewünschten „Wehrertüchtigung“ kamen auch dem Sport oder der Bewegungstherapie und Krankengymnastik (den Vorläufern der modernen Physiotherapie) gewichtige Rollen zu. Die von dem Sportmediziner Wolfgang Kohlrausch entwickelten Grundlagen beeinflussen die Sportmedizin bis heute.
Der Ärzteschaft erfüllte eine zentrale Aufgabe im Konzept der Gesundheitsführung. Die „Neue Deutsche Heilkunde“ sollte den Vertrauensverlust innerhalb der Bevölkerung wettmachen, den die Schulmedizin im Zuge der Debatte um die „Krise der Medizin“ hinnehmen musste.
Wagners Nachfolger als Reichsärzteführer Leonardo Conti verbreiterte den Ansatz des Konzeptes zur Gesundheitsführung und versuchte, zum Beispiel mit Hilfe der Deutschen Lebensreform-Bewegung, „volksheilkundliche“ Verfahren zu verbreiten und dadurch nicht nur der Medizin, sondern jedem Einzelnen mehr Verantwortung für seine eigene Gesundheit zu übertragen.
Eine anfänglich angestrebte „Synthese“ von Schulmedizin und Naturheilkunde im Sinne einer „Deutschen Medizin“ im Rahmen der „Reichsarbeitsgemeinschaft für eine Neue Deutsche Heilkunde“ kam über einzelne Ansätze nicht hinaus, die Arbeitsgemeinschaft wurde Anfang 1937 wieder aufgelöst. Spätestens mit dem Inkrafttreten des Vierjahresplanes 1936 traten Synthesebestrebungen von Volksheilkunde und Schulmedizin in den Hintergrund, der Schwerpunkt wurde auf eine den Erfordernissen des Krieges angepasste Ernährung, einfache Maßnahmen der persönlichen Gesunderhaltung und häusliche Krankenpflege gelegt.
Zusammenschlüsse der Volksheilkundlichen Laienverbände wurden von verschiedenen Seiten angestrebt und hatten länger Bestand. Julius Streichers Versuch, die Laienverbände um seinen „Kampfbund für Deutsche Gesundheits- und Rassenpflege“ zu sammeln, der unter anderem Schutzimpfungen und Tierversuche abgelehnt hatte, scheiterte, der „Kampfbund“ wurde 1935 verboten. Gerhard Wagner, Leiter der ärztlichen Spitzenverbände, versuchte eine „Reichsarbeitsgemeinschaft der Verbände für naturgemäße Lebens- und Heilweise“ zu organisieren. Dieser Zusammenschluss bestand bis 1941, die Einzelverbände wurden durch Karl-Heinrich Franke im September 1941 aufgelöst und in den „Deutschen Volksgesundheitsbund“ überführt.
Im Nachhinein wird mehrfach eine mangelnde Aufarbeitung der nationalsozialistischen Vergangenheit gerade im Bereich der Homöopathie angeführt.

## Mitwirkung an nationalsozialistischen Verbrechen

### Menschenversuche

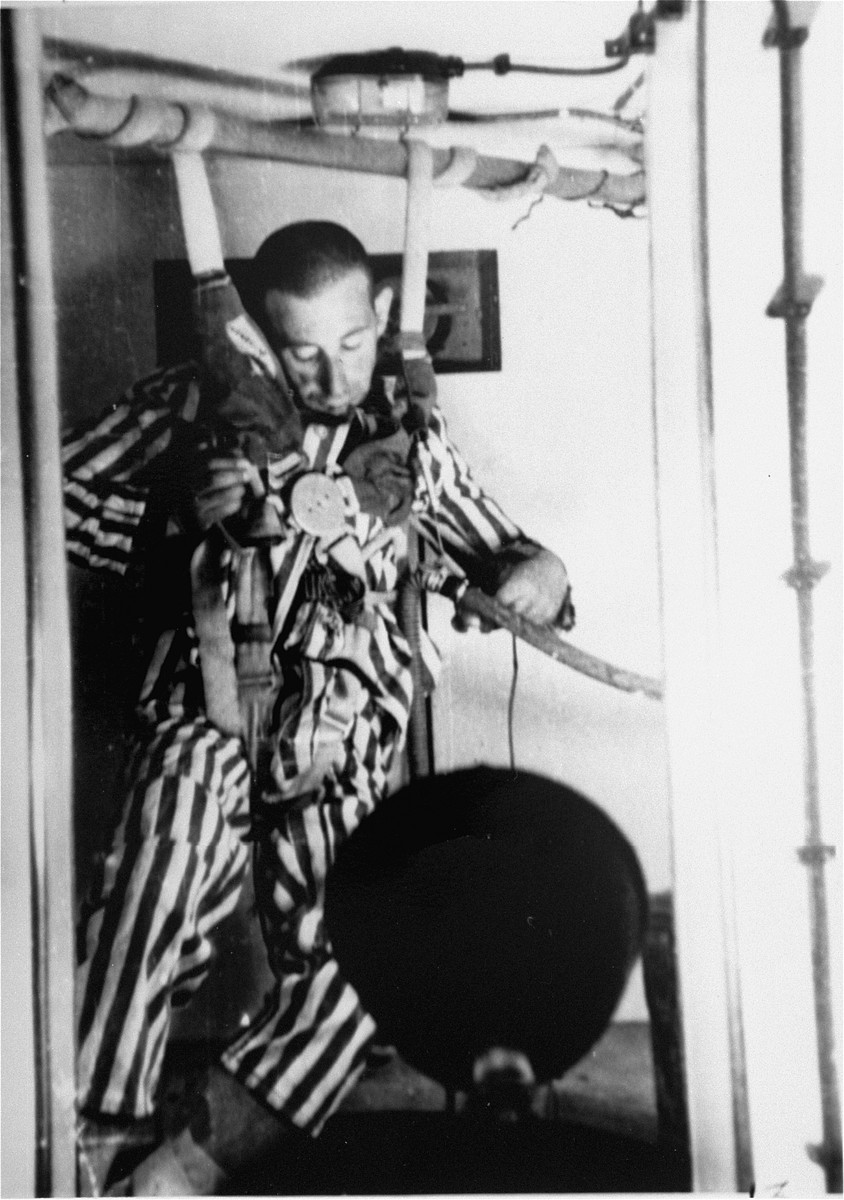
Unterdruckversuch für die Luftwaffe, KZ Dachau 1942

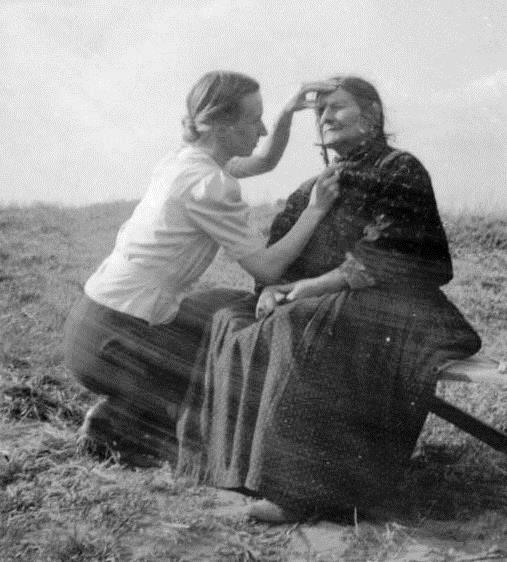
Schädelmessung, Rassenhygienische Forschungsstelle des Reichsgesundheitsamtes, Pfalz 1938

Die Wehrmacht, die Forschungsgemeinschaft Deutsches Ahnenerbe, die Deutsche Forschungsgemeinschaft, diverse Universitäten und die Pharmaindustrie förderten Menschenversuche finanziell, personell und durch Bereitstellung von Ausrüstung. An als Probanden ausgewählten KZ-Häftlingen wurden von Ärzten der SS oder auch Wehrmacht (unterstützt von zwangsrekrutierten Funktionshäftlingen mit teilweise pflegerischer oder ärztlicher Ausbildung) medizinische Experimente vorgenommen, in deren Verlauf die Häftlinge meist qualvoll starben. Die überlebenden Versuchspersonen und das involvierte Personal wurden mitunter wie im Fall Bullenhuser Damm zur Vertuschung getötet. Bekannt sind Fleckfieberversuche, Malaria- und TBC-Versuche, Operationsversuche, bei denen den Probanden verschmutzte Schuss-, Explosions- oder Brandbombenverletzungen zugefügt wurden. Im KZ Dachau erfolgten Salzwasserversuche, im KZ Natzweiler-Struthof wurde mit chemischen Kampfstoffen in der Gaskammer experimentiert und in Auschwitz Verfahren zur Massensterilisation von Frauen erprobt.
Auch außerhalb der Konzentrationslager wurden Menschenversuche ohne Zustimmung der Probanden vor allem an Zwangsarbeitern und psychisch Kranken durchgeführt. Im Alten Zuchthaus Brandenburg an der Havel erfolgte im Januar 1940 eine Probevergasung.

### Eugenik
Die nationalsozialistische Rassenhygiene erachtete die Weitervererbung von Krankheiten, insbesondere von psychischen Erkrankungen und Epilepsie und die Vermischung der arischen Rasse mit angeblich minderwertigeren „Rassen“ (hauptsächlich Juden, Slawen, Sinti und Roma) mit ihrer Auffassung der Volksgesundheit als unvereinbar. Das Gesetz zur Verhütung erbkranken Nachwuchses vom 14. Juli 1933 und das Blutschutzgesetz vom 15. September 1935 (sogenannte „Nürnberger Gesetze“) erforderten zahlreiche medizinische Begutachtungen durch T4-Gutachter und hatten für die Betroffenen weitreichende Folgen. Von den Erbgesundheitsgerichten wurden etwa 400.000 Zwangssterilisationen angeordnet und von Ärzten durchgeführt. Etwa 5.000 Menschen, meist Frauen, starben an den Folgen der Eingriffe.

### Krankenmorde
Mit Runderlass des Reichsministers des Innern vom 18. August 1939 wurden Ärzte und Hebammen sowie Entbindungsanstalten, geburtshilfliche Abteilungen und Kinderkrankenhäuser verpflichtet, formblattmäßige Mitteilung an das zuständige Gesundheitsamt zu Kindern mit schweren Erberkrankungen zu machen. Das war der Ausgangspunkt für eine Reihe von systematischen Tötungsaktionen an diversen Patientengruppen:
- 1939–1945: Kinder-Euthanasie (organisierte Tötung von geistig und körperlich behinderten Kindern und Jugendlichen)
- 1940–1941: Aktion T4 (erwachsene psychisch Kranke in Tötungsanstalten)
- 1941–1944: Aktion 14f13 (nicht arbeitsfähige KZ-Häftlinge)
- 1943–1945: Aktion Brandt (psychisch Kranke in Krankenhäusern)

Die Tötungen wurden verharmlosend als „Euthanasie“ bezeichnet. Aufgrund öffentlicher Ablehnung und nach kirchlichen Protesten wurde die „Aktion T4“ im Jahr 1941 offiziell abgebrochen. Hausärzte wurden mit der verhängnisvollen Diagnose der Erbkrankheit bei ihren Patienten vorsichtiger. Als aufgrund fehlender Rechtsgrundlage immer mehr Anzeigen und juristische Komplikationen bei den Gerichten und Staatsanwaltschaften entstanden, fand eine Besprechung führender Richter und Staatsanwälte in Berlin statt und vom Reichsjustizministerium wurde mit Rundverfügung („betrifft: Vernichtung lebensunwerten Lebens“) vom 22. April 1941 angeordnet, dass diese und künftige juristische Vorgänge unbearbeitet von den Staatsanwaltschaften und Gerichten an das Ministerium zu geben sind.

### Zwangsarbeit

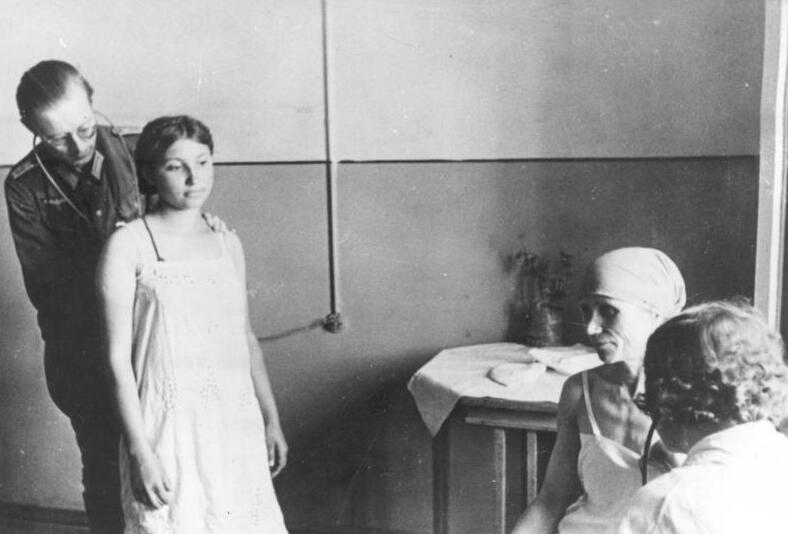
Arbeitstauglichkeitsuntersuchung, Arbeitsamt Artemowsk, Mai 1942, (Propagandaaufnahme Wehrmacht)

Die Ärzte waren je nach Funktion unterschiedlich in den Komplex der Zwangsarbeit im „Dritten Reich“ und den besetzten Gebieten eingebunden. Sie waren als KZ-Ärzte oder Amtsärzte für die Arbeitstauglichkeitsuntersuchung, für die Entwesung, für die Einhaltung gesundheitlicher Arbeitsstandards, für die Einweisung ins Krankenhaus oder die Krankenstation usw. verantwortlich. Arbeitsunfähigen Zwangsarbeitern wurde unter dem Euphemismus Diätkost die knappe Nahrung weiter gekürzt. Der Lagerarzt war bei Strafen zu hören. Bei Zwangsarbeiterinnen wurden teilweise Zwangssterilisationen und Zwangsabtreibungen aus rassistischen und arbeitsökonomischen Gründen vorgenommen.
Im medizinischen Sektor selbst wurden Zwangsarbeiter in staatlichen, privaten und kirchlichen Krankenhäusern, Lazaretten, Pflege- und Erholungsheimen als kriegswichtig eingesetzt. Zu Lehr- und Forschungszwecken wurde von der Universität Göttingen um verstärkte Zuweisung von schwangeren „fremdvölkischen“ Zwangsarbeiterinnen gebeten.
Der Arzt konnte bei der Selektion in arbeitsfähig bzw. nicht arbeitsfähig über Leben und Tod entscheiden.

### Umgang mit Toten

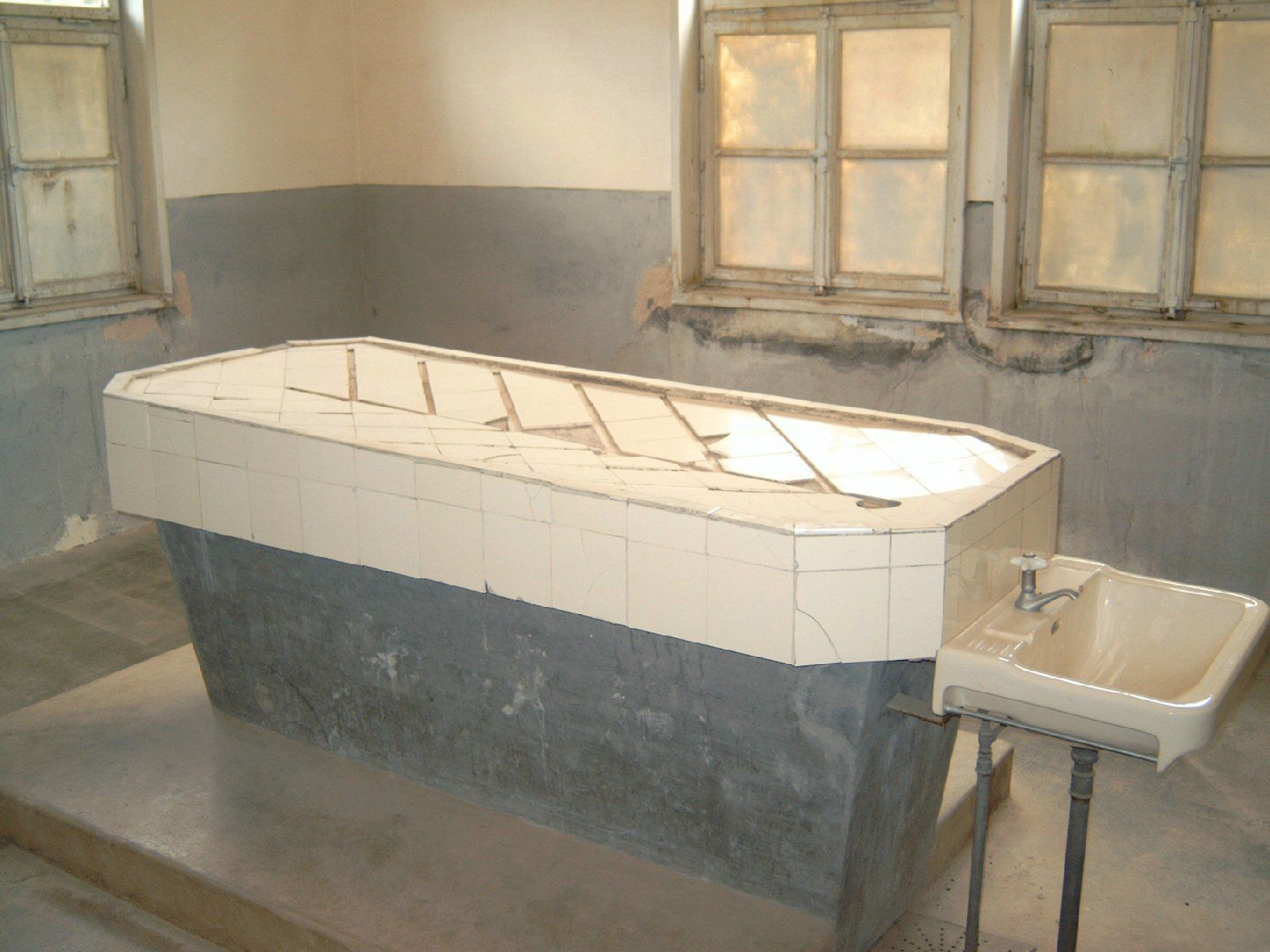
Seziertisch im KZ Natzweiler-Struthof

Die Zahngold-Verwertung von „Euthanasie-Opfern“ bzw. toter russischer, jüdischer oder polnischer KZ-Häftlinge geschah systematisch unter Aufsicht des zahnärztlichen Personals, das Zahngold wurde den Leichen meist durch Zwangsarbeiter entnommen. Aus Konzentrationslagern wurde das Beutegut an das Wirtschafts- und Verwaltungshauptamt abgeliefert.
Menschliche Leichenteile wurden als medizinische Präparate für Forschungszwecke entnommen. Die Kaiser-Wilhelm-Gesellschaft zur Förderung der Wissenschaften erhielt aus der T4-Aktion zahlreiche Gehirnpräparate. In der Reichsuniversität Straßburg wurde durch den Direktor des Anatomischen Instituts (August Hirt) eine Sammlung von 86 Skeletten von Häftlingen aus dem KZ Natzweiler-Struthof zur „Straßburger Schädelsammlung“ zusammengestellt. Soweit bekannt ist, nahmen alle anatomischen Institute gerne Leichen der zahlreichen Hinrichtungen an, um an „lebensfrische“ Gewebe und Organe teilweise sogar in unmittelbarer zeitlicher und räumlicher Nähe zur Hinrichtung zu kommen.
In den NS-Tötungsanstalten wie Grafeneck, Hadamar, Pirna-Sonnenstein und Hartheim wurden häufig falsch datierte Totenscheine mit natürlichen Todesursachen ausgestellt, um Ermordungen zu vertuschen.

### Aufarbeitung und Wiedergutmachung

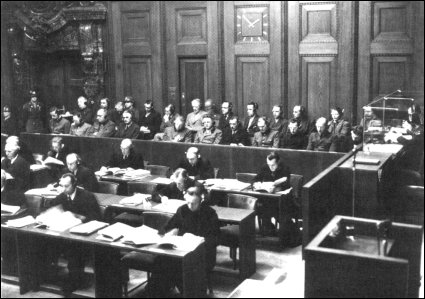
Die 23 Angeklagten im Nürnberger Ärzteprozess, 1946/47

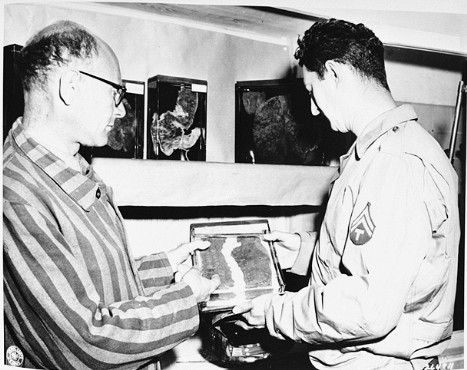
Organpräparate von Gefangenen des KZ Buchenwald werden gezeigt, 27. Mai 1945

Nach dem Zweiten Weltkrieg wurde vom Dezember 1946 bis August 1947 der Nürnberger Ärzteprozess gegen 20 KZ-Ärzte, zwei Verwaltungsfachleute und einen Juristen durch die Alliierten geführt. Diverse Euthanasie-Prozesse fanden in Dresden, Frankfurt, Klagenfurt und weiteren Orten statt. SS-Ärzte wurden zumindest wegen ihrer Mitgliedschaft in einer verbrecherischen Organisation verfolgt. Joseph Mengele konnte über die Rattenlinie nach Südamerika fliehen und wurde wie die meisten Ärzte, die an Medizinverbrechen mitgewirkt haben nie zur Verantwortung gezogen.
Der langjährige Prozess der Wiedergutmachung an den Opfern der Menschenversuche, wie 1951 der Kabinettsbeschluss der Bundesregierung zugunsten überlebender Opfer der Menschenversuche, 1959 Wiedergutmachung an polnischen Betroffenen, 1960 Kabinettsbeschluss für bilaterale Verhandlungen mit osteuropäischen Staaten und die daran anschließenden Globalabkommen mit Jugoslawien 1961/1963, Ungarn 1971, Tschechoslowakei 1969 und Polen 1972, wird von den Leitmotiven und der Effektivität kontrovers gesehen. Im Jahr 2000 folgte die Stiftung Erinnerung, Verantwortung und Zukunft, die im Jahr 2005 den letzten Antrag beschied. Eine Entschädigung für den körperlichen und seelischen Schaden wurde nicht geleistet.
In den 1980er Jahren gehörten die Medizinhistoriker Gerhard Baader, Eduard Seidler, Werner Friedrich Kümmel, Fridolf Kudlien, Gunter Mann und Rolf Winau zu den Institutsdirektoren, die begannen, die Medizin im Nationalsozialismus in den Mittelpunkt ihrer Forschungen zu stellen.
Als 1989 die israelische Gedenkstätte Yad Vashem sich beim Bundeskanzler nach den anatomischen Sammlungen deutscher Forschungseinrichtungen aus der NS-Zeit erkundigte, kam es zu hastigen Bestattungen zweifelhafter Präparate. Die Dokumentation der Herkunft und das Schicksal der Opfer stand dabei meist nicht im Fokus. Erst Jahre später begannen diese Institutionen ihre Rolle während der NS-Zeit zu hinterfragen.
Eponyme:
Krankheiten werden oft nach ihrem Erstbeschreiber benannt, womit man Mediziner ehren möchte. Dies hilft auch, die Forschung in den historischen Kontext einzuordnen. Am 8. Juni 2015 fand an der Universität La Sapienza in Rom ein Symposium statt, das sich mit den Eponymen von nationalsozialistischen Ärzten beschäftigte und ihre Umbenennung und Ersetzung forderte. Es geht um etwa 15 Krankheitsbezeichnungen, die nach Nazi-Ärzten benannt sind, die nicht nur Sympathisanten, sondern aktiv an Menschenversuchen in nationalsozialistischen Konzentrationslagern beteiligt waren oder ärztliche Zuarbeit leisteten, wie beispielsweise
- Morbus Reiter (Reaktive Arthritis), nach Hans Reiter
- Morbus Wegener (Granulomatose mit Polyangiitis), nach Friedrich Wegener[31]
- Hallervorden-Spatz Syndrom (heute: Neurodegeneration mit Eisenablagerung im Gehirn bzw. Pantothenatkinase-assoziierte Neurodegeneration)[32], nach Julius Hallervorden[33] und Hugo Spatz
- Cauchois-Eppinger-Frugoni-Syndrom, (Pfortaderthrombose) nach Hans Eppinger junior[33]
- Van-Bogaert-Scherer-Epstein-Syndrom (Zerebrotendinöse Xanthomatose), nach Hans Joachim Scherer[34]
- Clauberg-Test (Progesteron-Test) nach Carl Clauberg[35]
- Infantile Neuroaxonale Dystrophie (Infantile Neuroaxonale Dystrophie), nach Franz Seitelberger
- Clara-Zelle (Club-Zelle, bzw. Sekretorische Zellen der distalen Luftwege), nach Max Clara[36]
- Beck-Ibrahim Syndrom (Soordermatomykose), nach Jussuf Ibrahim[37]
- Spatz-Stiefler-Reaktion (Paresetest) nach Hugo Spatz,[33] Georg Stiefler
- Asperger-Syndrom, eine Form des Autismus, nach Hans Asperger, Gutachter am Hauptgesundheitsamt Wien, u. a. Einweiser von Kindern in eine „Kinderfachabteilung“

## Filmografie
- Hitlers Eliten nach 1945. Ärzte – Medizin ohne Gewissen. Dokumentation, 45 Min., ein Film von Gerolf Karwath, Produktion: SWR, Erstsendung: 31. Juli 2002